# Microtus townsendii
Espèce
Statut de conservation UICN

 LC  : Préoccupation mineure
Microtus townsendii ou Campagnol de Townsend est une espèce de rongeurs de la famille des Cricétidés.

## Répartition et habitat
Il vit au Canada et aux États-Unis. On le trouve dans les marais d'eau douce et d'eau salée et dans les prairies humides.

Carte de répartition